# Biton browni
Espèce
Synonymes
- Broomiella browni Lawrence, 1965

Biton browni est une espèce de solifuges de la famille des Daesiidae.

## Distribution
Cette espèce se rencontre en Afrique du Sud et en Namibie.

## Publication originale
- Lawrence, 1965 : Some new or little known Solifugae from southern Africa. Proceedings of the Zoological Society of London, vol. 144, p. 47–59.